# Alexania natalensis
Alexania natalensis is een slakkensoort uit de familie van de Epitoniidae. De wetenschappelijke naam van de soort is voor het eerst geldig gepubliceerd in 1926 door Tomlin.